# Seleniuro de hidrógeno
El seleniuro de hidrógeno, seleniuro de hidrógeno o ácido selenhídrico, H2Se, es un gas incoloro, y es inflamable en condiciones normales.  Es el compuesto más tóxico del selenio, con un límite de exposición de 0.05 ppm en un período de 8 horas.  Este compuesto tiene un olor irritante que se asemeja al de la rúcula podrida.

## Estructura
H2Se adopta una estructura "doblada" con un ángulo de enlace de 91° (H-Se-H).  Acorde a su estructura, se le pueden observar tres bandas vibracionales activas al infrarrojo: 2358, 2345, y 1034 cm−1.

## Propiedades
Las propiedades del H2S y el H2Se son similares;  eso sí, el seleniuro es más ácido con un pH de pKa = 3.89, y con un segundo ph pKa = 11.0 a 25 °C.  Reflejando su ácidez, H2Se es soluble en agua.
su punto de ebullición es de - 41 °C y su punto de fusión es de - 63 °C

## Preparación
H2Se compra en cilindros.  También hay rutas de elaboración de H2Se que son apropiadas tanto para la producción a gran escala como a nivel de laboratorio.
- HSe es usualmente preparado combinando Al2Se3 con agua, dando de excedente peróxido de aluminio. Una reacción similar es la hidrólisis ácida de FeSe.

Al2Se3  +  6 H2O  ⇌ 2 Al(OH)3  +  3 H2Se
- Método de Sonoda: H2Se crea por la reacción de H2O y CO en Se con la presencia de Et3N.
- H2Se puede ser sintetizado por la reacción directa de H2 con selenio elemental a T > 300 °C.

- H2Se puede también ser preparado con medios basados en los diferentes métodos basados en la generacíon in situ en solución acuosa de hidrógeno monoatómico usado como agente reductor, a.o., hidruro de boro, test de Marsh.

El selenio como elemento se puede recuperar de H2Se por medio de una reacción acuoso con dióxido de sulfuro (SO2).
2 H2Se  +  SO2 ⇌ 2 H2O  +  Se  +  S
El selenio elemental también se obtiene con la reducción de la selenita usando agentes reductores fuertes como ácido ascórbico, hidracina hidrocloruro, o hidroxiamina hidrocloruro.

## Aplicaciones
- H2Se es comúnmente usado en la síntesis de compuestos selénicos utilizando alquenos.  Ilustrativa es la síntesis de selenuros a partir de nitrilos.

- El gas H2Se es usado para "doping" de semiconductores.